# Juliana Brizola
Juliana Brizola (Porto Alegre, 3 de agosto de 1975) é uma política e advogada brasileira, filiada ao Partido Democrático Trabalhista (PDT). É neta do ex-governador Leonel Brizola e também irmã dos políticos Brizola Neto e Leonel Brizola Neto, sendo que é gêmea deste último.

## História

### Vida pessoal
Nascida em Porto Alegre, Juliana mudou-se para o Uruguai aos três anos, em função do exílio imposto pela ditadura a seu avô Leonel Brizola. Em 1982 foi morar na cidade do Rio de Janeiro, quando Leonel se elegeu governador do Estado, transferindo a sua família para lá.[carece de fontes?]
Juliana Brizola é formada em Direito pela Universidade Santa Úrsula, no Rio de Janeiro. Após a conclusão do seu curso, ela retornou a Porto Alegre, onde fez especialização e mestrado em Ciências Criminais na Pontifícia Universidade Católica do Rio Grande do Sul.[carece de fontes?]

### Vida política
Em 2008 Juliana elegeu-se vereadora pelo PDT, partido ao qual é filiada desde os dezoito anos, tendo sido a maior votação do PDT na cidade de Porto Alegre.
Nas eleições de 2010 elegeu-se Deputada Estadual, conquistando 61.305 votos, novamente a maior votação do partido. Durante a campanha Juliana apresentou um programa de governo baseado na educação, seguindo a linha política do avô. Já, neste primeiro mandato, fez aprovar na Assembleia Gaúcha Emenda Constitucional transformando o projeto da Escola de Tempo Integral em um Projeto de Estado, obrigando a sua implantação no Estado, tendo regulado a questão via Lei Complementar.[carece de fontes?]
Nas eleições de 2014 ficou com primeira suplente do PDT; inicialmente, ela assumiu temporariamente a vaga de deputada estadual no início de 2015 com a licença do deputado Gerson Burmann para assumir a Secretaria Estadual de Obras, Habitação e Saneamento na gestão de José Ivo Sartori.[carece de fontes?] Porém, com a cassação do mandato de Dr. Basegio em novembro de 2015, ela assumiu de maneira definitiva a cadeira do mesmo na Assembléia Legislativa do Rio Grande do Sul.
Nas eleições de 2018, foi reeleita com 43 mil votos para continuar na Assembleia Legislativa do Rio Grande do Sul.[carece de fontes?]
Em 2024 foi candidata de uma frente partidária composta por PDT, Avante, PSB e União Brasil. A frente lançou Brizola e o deputado estadual Thiago Duarte (UNIÃO) como candidato a vice-prefeito, obtiveram 136.783 votos, e não foram eleitos.

## Cargos eletivos
- Vereadora de Porto Alegre na legislatura 2009-2012 - (PDT)
- Deputada estadual nas legislaturas 2011-2014 e 2019-2022 - (PDT)[7]

## Desempenho eleitoral
| Ano  | Eleição                        | Partido | Candidata a                                 | Votos   | %      | Resultado  |
| ---- | ------------------------------ | ------- | ------------------------------------------- | ------- | ------ | ---------- |
| 2008 | Municipal de Porto Alegre      | PDT     | Vereadora                                   | 9.247   | 1,22%  | Eleita     |
| 2010 | Estaduais no Rio Grande do Sul | PDT     | Deputada estadual                           | 61.305  | 0,98%  | Eleita     |
| 2014 | Estaduais no Rio Grande do Sul | PDT     | Deputada estadual                           | 33.530  | 0,55%  | Suplente   |
| 2016 | Municipal de Porto Alegre      | PDT     | Vice-prefeita Titular: Sebastião Melo (MDB) | 262.601 | 39,5%  | Não eleita |
| 2018 | Estaduais no Rio Grande do Sul | PDT     | Deputada estadual                           | 43.822  | 0,76%  | Eleita     |
| 2020 | Municipal de Porto Alegre      | PDT     | Prefeita                                    | 41.407  | 6,40%  | Não eleita |
| 2022 | Estaduais no Rio Grande do Sul | PDT     | Deputada federal                            | 68.865  | 1,12%  | Suplente   |
| 2024 | Municipal de Porto Alegre      | PDT     | Prefeita                                    | 136.783 | 16,69% | Não eleita |